# Filago perpusilla
Filago perpusilla là một loài thực vật có hoa trong họ Cúc. Loài này được (Boiss. & Heldr.) Chrtek & Holub mô tả khoa học đầu tiên năm 1963.